# Hans Seper
Hans Seper (* 18. Oktober 1924; † 13. September 2004 in Wien) war österreichischer Technikhistoriker, ehemaliger Kustos der Abteilung für Straßenfahrzeuge und Vizedirektor im Technischen Museum Wien.

## Leben
Als Schwerkriegsversehrter des Zweiten Weltkrieges studierte Hans Seper an der Universität Wien und promovierte 1948 zum Dr. phil.
1957 wurde er zum Kustos der Abteilung für Straßenfahrzeuge des Technischen Museums Wien bestellt. In dieser Funktion baute er die großartige Sammlung früher österreichischer Automobile und Motorräder auf.
Seine intensive Forschung über Siegfried Marcus und seine zahlreichen Veröffentlichungen verschafften ihm Bekanntheit und Anerkennung weit über die Grenzen Österreichs hinaus.
In „Damals, als die Pferde scheuten“ veröffentlichte er 1968 erstmals die Unterlagen, die den Mythos vom Bau des zweiten Marcus–Wagen im Jahr 1875 (und somit vor Daimler und Benz) zerstörten und das Baujahr 1888 für den Motor und 1889 (oder später) für das Fahrgestell bewiesen.

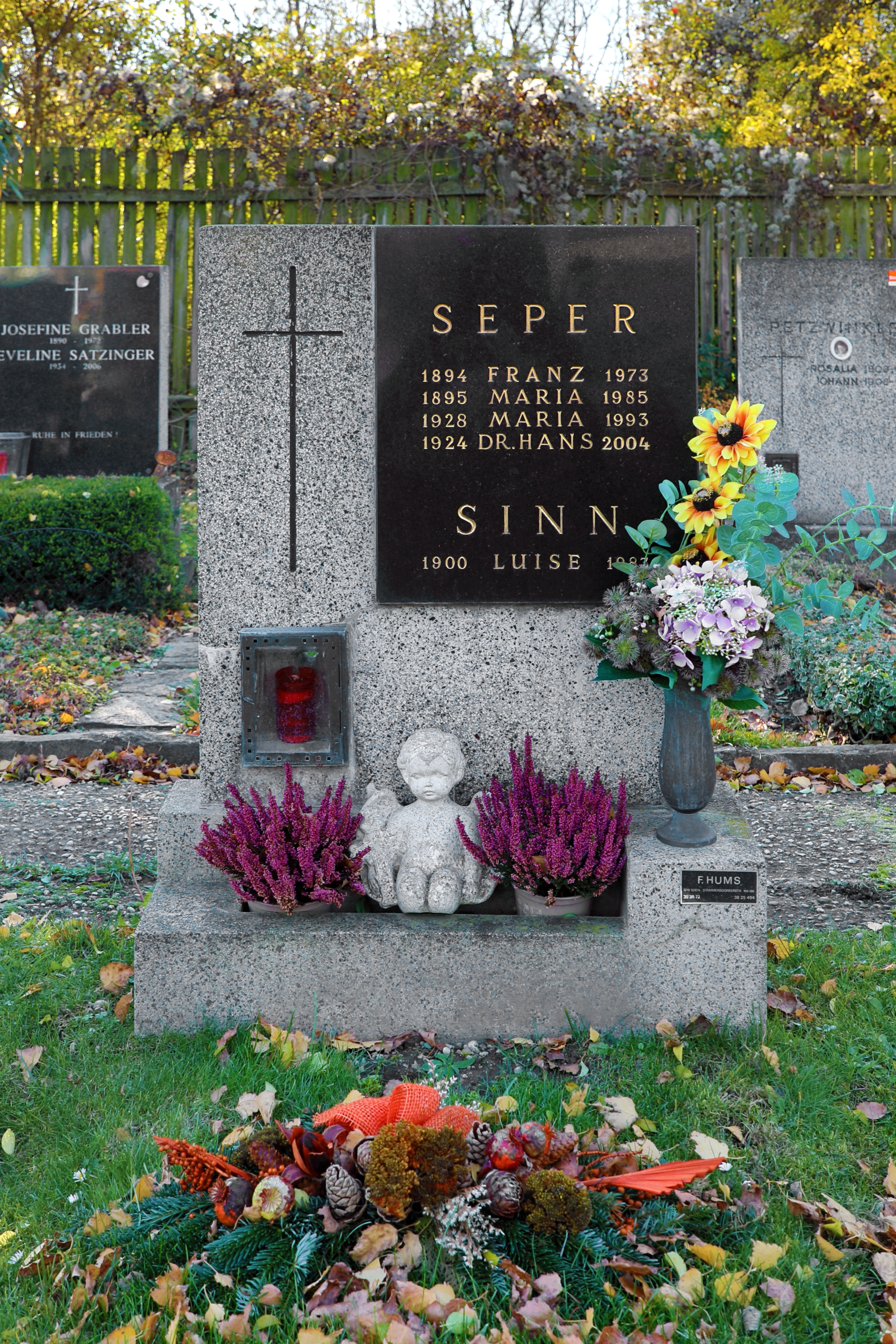
Hans Seper

Hans Seper wurde für seine wissenschaftlichen Arbeiten mit dem Silbernen Verdienstzeichen für die Republik Österreich ausgezeichnet. Er wurde am Stammersdorfer Zentralfriedhof (Gruppe 43, Reihe 23, Nummer 21) bestattet.

## Veröffentlichungen
- Damals, als die Pferde Scheuten. Die Geschichte der österreichischen Kraftfahrt. Österreichischer Wirtschaftsverlag, Wien 1968.
- mit Helmut Krackowizer und Alois Brusatti: Österreichische Kraftfahrzeuge von Anbeginn bis heute [im Auftrag des Fachverbandes der Fahrzeugindustrie Österreichs anlässlich des Jubiläums 75 Jahre Fahrzeug-Verband]. Welsermühl, Wels 1982, ISBN 3-85339-177-X (2. Auflage 1984).
- Österreichische Automobilgeschichte. Von 1815 bis heute. Orac, Wien 1986, ISBN 3-7015-0056-8 (2., erweiterte Auflage mit Martin Pfunder und Hans Peter Lenz: Eurotax, Wien 1999, ISBN 3-905566-01-X).
- Die Brüder Gräf. Geschichte der Gräf und Stiftautomobile. Herausgegeben von der Österreichischen Automobilfabrik ÖAF-Gräf & Stift Aktiengesellschaft, Wien. Welsermühl, Wels / München / Kreuzlingen 1991 (Erstauflage Wien 1964), ISBN 3-85339-216-4
- Von Austro Fiat zu ÖAF Gräf & Stift AG. Werdegang Personen Kraftfahrzeuge. Welsermühl, Wels 1994, ISBN 3-85339-206-7.
- 100 Jahre Steyr-Daimler-Puch A.G. 1864–1964. 3. Auflage, Weishaupt, Gnas 2009, ISBN 978-3-7059-0290-9 (Vorabdruck aus: Blätter für Technikgeschichte. Heft 26).